# Зорин, Владимир Ильич
Влади́мир Ильи́ч Зо́рин (род. 30 декабря 1957, Москва) — заслуженный тренер России, главный тренер сборной команды России по восточному боевому единоборству Кудо, судья международной категории по восточному боевому единоборству кудо, вице-президент Федерации кудо России, чёрный пояс, 7-й дан по кудо, 2-й дан по косики-каратэ, автор книги «Основы кудо». Вместе с Р. М. Анашкиным стоял у истоков российского кудо.

## Общая информация
Владимир Зорин до каратэ и кудо занимался футболом, боксом, дзюдо (кандидат в мастера спорта СССР). В 1979 году начал заниматься карате Сэн-э под руководством М. В. Крысина. Затем перешёл в косики каратэ, был аттестован на 2 дан по косики Каратэ.  Чемпион Москвы по карате 1990 года . Вице-чемпион по карате среди профсоюзов СССР 1991 года. В 1994 году совместно с Романом Анашкиным начал развитие Дайдо Дзюку каратэ-до.
За годы работы в сфере развития кудо воспитал несколько поколений чемпионов всех уровней. Среди них легендарная чемпионка мира, чемпионка Европы, абсолютная чемпионка России по кудо, Заслуженный мастер спорта Ирина Быкова, по праву получившая звание «Носительницы стиля кудо» со слов основателя стиля Адзумы Такаси. Свои первые шаги в кудо под руководством В. И. Зорина начинали такие мастера как Анатолий Филиппов, Михаил и Андрей Купфер, Сергей Аржаков, Денис Синютин, Александр Фирсанов, Алексей Голубев. Многие из воспитанников В. И. Зорина уже имеют свои клубы и готовят новых чемпионов. С 2004 года В. И. Зорин — заслуженный тренер России. Женат, имеет двоих детей.

## Развитие Дайдо Джуку карате-до — Кудо
С именем Владимира Зорина связана вся история развития Дайдо Дзюку каратэ-до — Кудо на территории современной России и ближнего зарубежья.

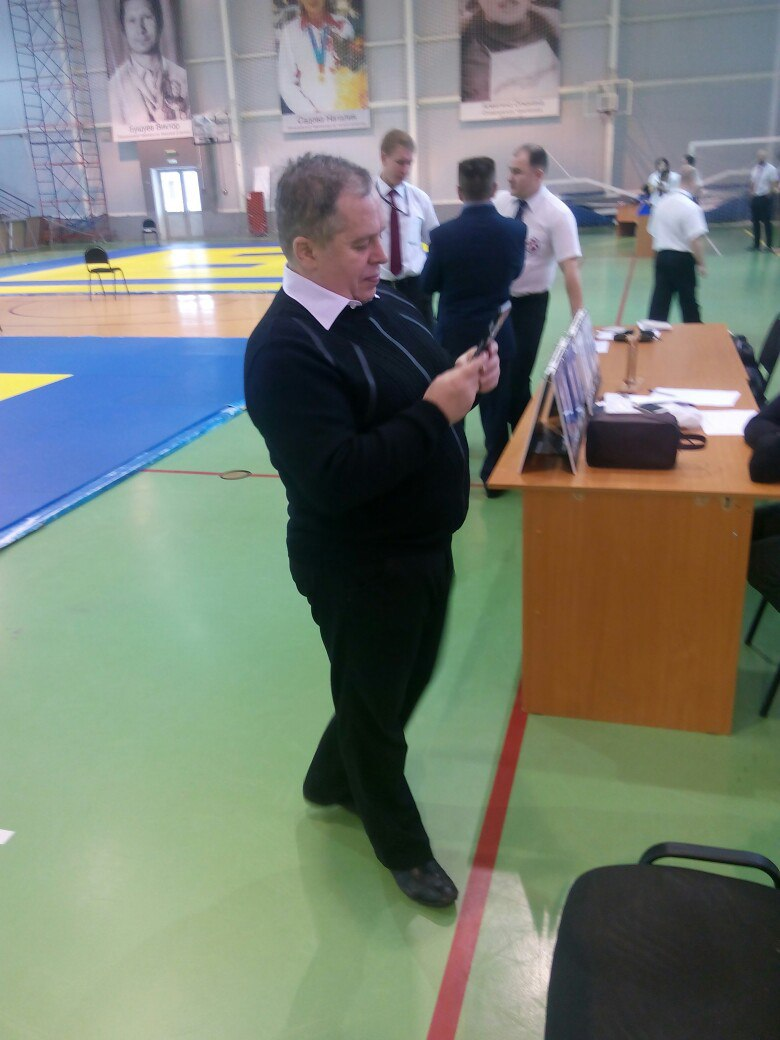
Зорин Владимир Ильич на Чемпионате ПФО по КУДО 3.12.2016 г. в Нижнем Новгороде

### 1994
В начале 1994 года Роман Анашкин, совместно с Владимиром Зориным, была проделана огромная подготовительная работа для создания единой российской организации, культивирующей Дайдо Дзюку каратэ-до (кудо). Сначала российская сторона принимала в Москве прибывшего по приглашению основателя стиля Дайдо Дзюку Адзуму Такаси, который провел семинар и аттестацию, в результате которой Роман Анашкин и Владимир Зорин получили из рук Адзумы Такаси чёрные пояса со 2-ми данами по Дайдо Дзюку. В то же время в Москве открывается 4-е зарубежное отделение Междурнадной Федерации Кудо (KIF). Затем был подготовлен и проведён ответный визит членов делегации из России в Японию. Во время этого визита российские спортсмены приняли участие в чемпионате Хокутоки-94.
В мае 1994 года в Москве был организован и проведён 1-й международный турнир по Дайдо Дзюку.
7 июня 1994 года Минюстом России была зарегистрирована первая на постсоветском пространстве общественная организация, основной целью которой была популяризация Дайдо Дзюку Каратэ-до. Данной общественной организацией стала Московская Федерация Дайдо Дзюку каратэ-до, вице-президентом которой стал Владимир Зорин.

### 1995—2001
В период с 1995 по 2001 год Роман Анашкин, совместно с Владимиром Зориным, организуют множество турниров различного уровня, учебные семинары, аттестации на территории России, Украины, Эстонии, Латвии. Под руководством Романа Анашкина и Владимира Зорина российские бойцы неоднократно выступают на чемпионатах Японии по Дайдо Джуку. Роман Анашкин и Владимир Зорин повысили свою квалификацию до 3 данов по Дайдо Дзюку каратэ-до.

### 2001 — н.в.
В период с 2001 года по настоящее время усилиями Романа Анашкина и Владимира Зорина Дайдо Дзюку кудо получило официальное признание в Российской Федерации, спортсмены из России принимая участие во всех крупнейших международных турнирах по Дайдо Дзюку кудо, завоевали право называться сильнейшими бойцами Кудо. 6 февраля 2004 году была зарегистрирована Общероссийская общественная организации «Федерация Кудо России», которую возглавил Роман Михайлович Анашкин, а Владимир Зорин стал вице-президентом. За этот период Роман Анашкин и Владимир Зорин повысили свою квалификацию с 3-х данов до 7-х данов по кудо. За высокие результаты, показываемые подготовленными бойцами, Владимиру Зорину было присвоено спортивное звание — Заслуженный тренер России.